# Ehsan Naraghi
Œuvres principales
- Des palais du chah aux prisons de la Révolution

Ehsan Naraghi (en persan : احسان نراقی) (né en 1926 à Kachan, Iran, décédé en 2012 à Téhéran, Iran) est un écrivain et sociologue iranien.

## Biographie
Il a été membre de l'UNESCO en tant que directeur de la Division de la jeunesse de l'UNESCO depuis de nombreuses années, et, après sa retraite, en tant que conseiller auprès du Directeur général de l'UNESCO jusqu'en 1999. Il était le seul Iranien qui a reçu la Légion d'honneur. Nommé chevalier par Charles de Gaulle, il a été promu officier par François Mitterrand ,.

## Œuvre
Certains de ses livres sont:
- Naraghi, Ehsan. Des palais du chah aux prisons de la Révolution. Paris: Balland. 1991.  (ISBN 2715808755)[3],[4]